# Una questione privata (film 2017)
Una questione privata è un film del 2017 diretto da Paolo e Vittorio Taviani, tratto dal romanzo Una questione privata di Beppe Fenoglio pubblicato nel 1963. È l'ultimo film diretto in coppia dai due fratelli, poiché Vittorio è deceduto pochi mesi dopo l'uscita del film.

## Trama
Tornando alla villa dove ha conosciuto l'amata Fulvia, il partigiano Milton scopre che forse fra lei e il suo migliore amico Giorgio, anche lui combattente, potrebbe essere nata una storia d'amore. Nel tentativo di ricevere da Giorgio un chiarimento, Milton intraprende un viaggio attraverso il paesaggio verde e nebbioso delle Langhe che è anche un percorso di conoscenza: di se stesso, dell'animo umano e della barbarie insensata della guerra.

## Produzione
Per scelta degli autori il film non è stato girato nelle Langhe, le colline dove è ambientato il romanzo di Fenoglio, ma in alta Val Maira. Per alcune scene è inoltre stato utilizzato il Ponte del Diavolo, nei pressi di Lanzo. La Regione Piemonte ha sostenuto la realizzazione dell'opera in quanto elemento di promozione del proprio territorio.

## Distribuzione
Il film è stato presentato in anteprima l'8 settembre 2017 al Toronto International Film Festival per essere distribuito nelle sale italiane il 1º novembre dello stesso anno.

## Riconoscimenti
- Nastri d'argento 2018 - Nastro speciale a Paolo Taviani e in omaggio a Vittorio Taviani per Una questione privata